# Siergiej Szuplecow
Siergiej Borisowicz Szuplecow (ros. Сергей Борисович Шуплецов, ur. 25 kwietnia 1970 w Czusowoju, zm. 14 lipca 1995 w La Clusaz) – rosyjski narciarz dowolny. Zdobył srebrny medal w jeździe po muldach na igrzyskach olimpijskich w Lillehammer. Wywalczył także złote medale w kombinacji na mistrzostwach świata w Lake Placid i mistrzostwach świata w Altenmarkt. Ponadto zdobył brązowy medal w jeździe po muldach na mistrzostwach w La Clusaz. Najlepsze wyniki w Pucharze Świata osiągnął w sezonie 1993/1994, kiedy to triumfował w klasyfikacji generalnej, a w klasyfikacjach jazdy po muldach i kombinacji był drugi. W sezonie 1994/1995 był najlepszy w klasyfikacji jazdy po muldach.
W 1995 r. zginął w wypadku motocyklowym.

## Osiągnięcia

### Igrzyska olimpijskie
| Miejsce | Dzień     | Rok  | Miejscowość | Konkurencja      | Zwycięzca         |
| ------- | --------- | ---- | ----------- | ---------------- | ----------------- |
| 12.     | 13 lutego | 1992 | Albertville | Jazda po muldach | Edgar Grospiron   |
| 2.      | 16 lutego | 1994 | Lillehammer | Jazda po muldach | Jean-Luc Brassard |

### Mistrzostwa świata
| Miejsce | Dzień     | Rok  | Miejscowość | Konkurencja        | Zwycięzca         |
| ------- | --------- | ---- | ----------- | ------------------ | ----------------- |
| 14.     | 12 lutego | 1991 | Lake Placid | Balet narciarski   | Lane Spina        |
| 4.      | 14 lutego | 1991 | Lake Placid | Jazda po muldach   | Edgar Grospiron   |
| 23.     | 17 lutego | 1991 | Lake Placid | Skoki akrobatyczne | Philippe LaRoche  |
| 1.      | 17 lutego | 1991 | Lake Placid | Kombinacja         | -                 |
| 1.      | 11 marca  | 1993 | Altenmarkt  | Kombinacja         | -                 |
| 17.     | 12 marca  | 1993 | Altenmarkt  | Balet narciarski   | Fabrice Becker    |
| 8.      | 13 marca  | 1993 | Altenmarkt  | Jazda po muldach   | Jean-Luc Brassard |
| 27.     | 14 marca  | 1993 | Altenmarkt  | Skoki akrobatyczne | Philippe LaRoche  |
| 3.      | 18 lutego | 1995 | La Clusaz   | Jazda po muldach   | Edgar Grospiron   |

### Puchar Świata

#### Miejsca w klasyfikacji generalnej
- sezon 1989/1990: 46.
- sezon 1990/1991: 35.
- sezon 1991/1992: 50.
- sezon 1992/1993: 31.
- sezon 1993/1994: 1.
- sezon 1994/1995: 6.

#### Miejsca na podium
1. Lake Placid – 14 stycznia 1990 (Kombinacja) – 3. miejsce
2. La Plagne – 2 grudnia 1990 (Kombinacja) – 1. miejsce
3. Tignes – 8 grudnia 1990 (Kombinacja) – 2. miejsce
4. Pyhätunturi – 16 marca 1991 (Jazda po muldach) – 2. miejsce
5. Altenmarkt – 14 marca 1992 (Kombinacja) – 3. miejsce
6. Tignes – 12 grudnia 1992 (Kombinacja) – 1. miejsce
7. Piancavallo – 19 grudnia 1992 (Kombinacja) – 1. miejsce
8. Lake Placid – 23 stycznia 1993 (Kombinacja) – 2. miejsce
9. Le Relais – 31 stycznia 1993 (Kombinacja) – 2. miejsce
10. Lillehammer – 28 marca 1993 (Kombinacja) – 3. miejsce
11. Tignes – 12 grudnia 1993 (Kombinacja) – 2. miejsce
12. Whistler Blackcomb – 8 stycznia 1994 (Jazda po muldach) – 2. miejsce
13. Whistler Blackcomb – 8 stycznia 1994 (Jazda po muldach) – 1. miejsce
14. Whistler Blackcomb – 9 stycznia 1994 (Kombinacja) – 2. miejsce
15. Breckenridge – 15 stycznia 1994 (Jazda po muldach) – 2. miejsce
16. Breckenridge – 15 stycznia 1994 (Jazda po muldach) – 2. miejsce
17. Breckenridge – 16 stycznia 1994 (Kombinacja) – 2. miejsce
18. Lake Placid – 22 stycznia 1994 (Kombinacja) – 3. miejsce
19. Hundfjället – 8 lutego 1994 (Jazda po muldach) – 3. miejsce
20. Hundfjället – 8 lutego 1994 (Jazda po muldach) – 3. miejsce
21. Hundfjället – 9 lutego 1994 (Kombinacja) – 2. miejsce
22. Altenmarkt – 4 marca 1994 (Jazda po muldach) – 2. miejsce
23. Altenmarkt – 4 marca 1994 (Jazda po muldach) – 3. miejsce
24. Altenmarkt – 5 marca 1994 (Kombinacja) – 2. miejsce
25. Kirchberg in Tirol – 6 marca 1994 (Jazda po muldach) – 2. miejsce
26. Kirchberg in Tirol – 6 marca 1994 (Jazda po muldach) – 2. miejsce
27. Hasliberg – 12 marca 1994 (Jazda po muldach) – 2. miejsce
28. Hasliberg – 12 marca 1994 (Jazda po muldach) – 1. miejsce
29. Hasliberg – 13 marca 1994 (Kombinacja) – 1. miejsce
30. Tignes – 15 grudnia 1994 (Jazda po muldach) – 2. miejsce
31. Tignes – 15 grudnia 1994 (Jazda po muldach) – 1. miejsce
32. Whistler Blackcomb – 7 stycznia 1995 (Jazda po muldach) – 1. miejsce
33. Whistler Blackcomb – 7 stycznia 1995 (Jazda po muldach) – 1. miejsce
34. Breckenridge – 14 stycznia 1995 (Jazda po muldach) – 1. miejsce
35. Breckenridge – 14 stycznia 1995 (Jazda po muldach) – 1. miejsce
36. Le Relais – 21 stycznia 1995 (Jazda po muldach) – 2. miejsce
37. Le Relais – 21 stycznia 1995 (Jazda po muldach) – 1. miejsce
38. Lake Placid – 27 stycznia 1995 (Jazda po muldach) – 1. miejsce
39. Lake Placid – 27 stycznia 1995 (Jazda po muldach) – 1. miejsce
40. Hasliberg – 8 lutego 1995 (Jazda po muldach) – 2. miejsce
41. Hasliberg – 8 lutego 1995 (Jazda po muldach) – 2. miejsce
42. Kirchberg in Tirol – 22 lutego 1995 (Jazda po muldach) – 1. miejsce
43. Kirchberg in Tirol – 22 lutego 1995 (Jazda po muldach) – 2. miejsce
44. Lillehammer – 5 marca 1995 (Jazda po muldach) – 2. miejsce
45. Lillehammer – 5 marca 1995 (Jazda po muldach) – 1. miejsce
46. Hundfjället – 9 marca 1995 (Jazda po muldach) – 1. miejsce
47. Hundfjället – 9 marca 1995 (Jazda po muldach) – 2. miejsce

- W sumie 17 zwycięstw, 23 drugie i 7 trzecich miejsc.